# Tony Poncet
Pour les articles homonymes, voir Poncet.
Tony Poncet, né Antonio José Ponce Miròn le 23 décembre 1918 à Maria, près d'Almería (Espagne) et mort le 13 novembre 1979 à Libourne (France), est un ténor espagnol naturalisé français.

## Biographie
Le jeune Antonio José s'installe avec sa famille à Bagnères-de-Bigorre en 1922 et prend le nom d'Antoine Poncé, et commence à chanter en amateur dans un chœur appelé « Les Chanteurs montagnards d'Alfred Roland » en 1933. Il entre au Conservatoire de Paris en 1947, où il étudie avec Fernand Francell et Louise Vuillermoz. Il fait ses débuts en concert à Lyon en 1953, puis chante à Avignon dans les rôles de Turridu dans Cavalleria rusticana et Canio dans Paillasse. En 1954, il gagne le premier prix à un concours de ténors à Cannes, puis part en tournée aux États-Unis, au Mexique et au Canada. 
À son retour, il connait ses premiers grands succès en Belgique, notamment à Gand, Liège et Bruxelles. Il fait ses débuts à l'Opéra et l'Opéra-Comique de Paris, où il s'impose en 1958 dans les rôles de ténor héroïque tels Arnold dans Guillaume Tell, qu'il chanta près de 90 fois, Éléazar dans La Juive, Raoul dans Les Huguenots, Fernand dans La Favorite, Vasco de Gama dans L'Africaine, Don José dans  Carmen, Jean dans Hérodiade. Il chante aussi le répertoire italien, Il trovatore, Aida, Tosca, Cavalleria rusticana, et surtout Canio dans Pagliacci, qu'il chanta environ 200 fois et  joua aussi pour la première chaîne de télévision française . 
On le vit également sur le petit écran dans une version d'Angélique de Jacques Ibert, et au cinéma dans La Pendule à Salomon de Vicky Ivernel en 1961.
Il se produisit dans un très grand nombre de concerts et de récitals. Ses activités l'amenèrent à chanter dans de nombreux pays, notamment aux États-Unis où il fut invité à chanter Les Huguenots au Carnegie Hall en 1969, aux côtés de Beverly Sills. On peut également noter qu'à l'occasion de ces spectacles, il enrichit son répertoire d'airs qui n'y figuraient pas auparavant, dont par exemple La Force du destin de Verdi, ainsi qu'en témoignent quelques enregistrements en direct datant de cette période.
En 1971, sa santé, devenue précaire, le contraignit à abandonner progressivement le théâtre, sa dernière apparition à l'opéra eut lieu à Toulouse en 1974, mais il continua néanmoins à se produire en concert, pratiquement jusqu'à la fin de ses jours. Il meurt d'un cancer à Libourne (Aquitaine) le 13 novembre 1979, à l'âge de 60 ans.
Selon Alain Pâris, « sa voix puissante, aux aigus ahurissants, préfèr[ait] aux nuances les éclats de la vaillance. »

## Hommages
En reconnaissance de son attitude héroïque pendant la Seconde Guerre mondiale, il reçut un grand nombre de médailles : la croix de guerre, la médaille militaire, la croix du combattant de l'Europe, la croix du combattant volontaire, la médaille des engagés volontaires, la médaille des blessés de guerre, la médaille commémorative de la guerre 39/45 ainsi que de la médaille présidentielle de la Liberté.
Il était aussi, à titre artistique, chevalier de la Légion d'honneur et des Arts et lettres.
Une stèle et une promenade en bord de fleuve commémorent sa mémoire dans la ville de Bagnères-de-Bigorre où il passa son adolescence. En 2009, pour la commémoration des 30 ans de la disparition de l'artiste, une exposition est organisée dans la ville de Vauvert et une biographie est éditée.
Sa fille, Mathilde Poncé, a écrit une biographie au propos de son père intitulée Tony Poncet : Ténor de l'Opéra.
À chaque date anniversaire est organisée, à Saint-Aigulin, village charentais où il repose, une évocation réalisée à partir de documents audiovisuels.

## Discographie
Parmi son abondante discographie, on peut citer :
Opéras, opérettes
- Sélections
  - L'Africaine avec Denise Monteil, Henry Peyrottes, Andrée Esposito, F. Giband, Roland Wagner (dir.) - Philips 837490 GY, 1965
  - Aida avec Irène Jaumillot, E. Kahn, Jean Borthayre, Roland Wagner (dir.) - Philips L02 244 LSTEREO 835131 LY, 1962
  - Carmen avec E. Kahn, Jean Borthayre, Irène Jaumillot, Marcel Couraud (dir.) - Philips G03241 LSTEREO 837049 GY, 1962
  - Les Contes d'Hoffmann avec René Bianco, G. Vivarelli, C. Lorand, E. Rehfuss, R. Andréozzi, H. Von Welz, Roland Wagner (dir.) - Philips  Stereo 837024GY-835158-LYL02282 L, 1963
  - Faust avec René Bianco, Irène Jaumillot, J. Broudeur, Marcel Couraud (dir.) - Philips Mono/L 02.283, L-STEREO 837023 GY, 1963
  - Guillaume Tell (opéra)| avec Jean Borthayre, Irène Jaumillot, Marcel Couraud (dir.) - Philips 837499 837496, 1961
  - La Juive avec Jane Rhodes, Gérard Serkoyan, Denise Monteil, R. Andréozzi, Bernard Demigny, Marcel Couraud (dir.) - Philips  837026 GY, 1964
  - Paillasse (en français et en italien) avec Geori Boué, Adrien Legros, Pierre Giannotti, Jésus Etcheverry (dir.) - Philips, 1961
  - Le Pays du sourire avec Renée Doria, Henri Gui, Lucie Dolène, Jésus Etcheverry (dir.) - Philips P77116L/837480GY, 1957
  - Rigoletto avec René Bianco, J. Tavernier, E. Kahn, O. Koberl, Roland Wagner (dir.) - Philips 837491 835495, 1962
  - Il trovatore (en français) avec Michèle Le Bris, Luis Quilico, E. Kahn, B. Gontcharenko, G. Lacour, Jean Fournet (dir.) - Philips  DG19467, 1964 ; rééd.  Philips 837.469,K7:7302009
  - Un ballo in maschera (en français) avec Ernest Blanc, M.Le Bris, Nadine Sautereau/ G.Patane/33T. DG 19469/ 1964
- Enregistrements live
  - Les Huguenots avec Angelès Gulin, Beverly Sills, Justino Diaz, Joshua Hecht, Thomas Jamerson, Kay Creed, Reynald Giovaninetti (dir.) - Carnegie Hall, New York, 14 mai 1969 ; rééd. Della voce 2CD VL 2016-2 ADD
  - La Juive avec Géry Brunin, Taddeuz Wierzbicky, Lia Rottier, Stany Bert, Aurélio Burzi, Jef van der Berghen, Robert Ledent (dir.) - Golden Age Opéra Melodram, EJS 439 MEL 169 (coffret de 3 x 33 tours), Opéra royal de Gand, 1964

Récitals
- Tony Poncet chante en francais, Jésus Etcheverry (dir.) - 45t Philips 436.612AE/1958
- Tony Poncet de l’Opéra : Sérénades, Jésus Etcheverry (dir.) - 33t Philips 835497-98GY (1958)
  - extraits réédités en 33t 25 cm GO5.596 R (1960)
  - extraits réédités en 45t 432.320 BE (1960)
- Tony Poncet de l’Opéra chante en francais, Jésus Etcheverry (dir.) - 33t 25cm Philips  G05.597R/1960
- Chants patriotiques, Vandayne (dir.) - 45t Philips 432 455 BE, 1960
- Chants de Noël, avec F. Balta (orgue) - 45t Philips 432 433 BE, 1960
- Mélodies espagnoles avec M. Nobla (guitare) - 45t Philips 432 248 BE, 1960
- Tony Poncet chante Puccini avec Irène Jaumillot, Jésus Etcheverry (dir). - 33t Philips  835497-98GY, 1961
- Tony Poncet chante les airs célèbres d'opéra français, Roland Wagner et Marcel Couraud (dir.) - 33t Philips G 03.243 L, 1965
- Tony Poncet chante les airs célèbres d'opéras, Jésus Etcheverry, Roland Wagner et Marcel Couraud (dir.) - 33t Philips G 03.487L, 1966
- Tony Poncet : De l'opérette à l'opéra, Jésus Etcheverry (dir.) - 33t Philips G 03.482 L, 1966
- Récital et Paillasse en français et italien chez Malibran-Music